# Palonen (sjö i Kajanaland, lat 65,05, long 27,72)
Palonen är en sjö i Finland. Den ligger i kommunen Puolango i landskapet Kajanaland, i den centrala delen av landet, 600 km norr om huvudstaden Helsingfors. Palonen ligger 168,3 meter över havet. Den är 15,4 meter djup. Arean är 50,2 hektar och strandlinjen är 3,82 kilometer lång. Sjön  ingår i Kiminge älvs huvudavrinningsområde. 